# Streutheorie
Als Streutheorie wird in der Physik die theoretische Beschreibung von Streuvorgängen bezeichnet. Je nachdem welche Teilchen, Strahlen oder Felder an der Streuung beteiligt sind,  gibt es unterschiedliche Arten von Streuvorgängen.

## Elementare quantenmechanische Streutheorie
In der Quantenmechanik wird ein Objekt (z. B. ein Elektron) immer durch einen Zustand beschrieben. Dieser setzt sich zusammen aus einem Ortszustand {\displaystyle \vert {\text{Ort}}\rangle ,} einem Spinzustand {\displaystyle \vert s,m_{s}\rangle } und vielen anderen physikalischen Größen (z. B. dem Isospin):
{\displaystyle \vert {\text{Gesamtzustand}}\rangle =|{\text{Ort}}\rangle \otimes |{\text{Spin}}\rangle \dots }.
Im Folgenden wird nur der Ortszustand {\displaystyle |{\text{Ort}}\rangle } betrachtet. Die Wellenfunktion lässt sich dann als Komponenten-Darstellung {\displaystyle \psi (x)=\langle x|{\text{Ort}}\rangle } des Ortszustands bezüglich einer Ortsbasis {\displaystyle |x\rangle } schreiben. Die Beschränkung auf den Ortszustand ist unter folgenden Annahmen gerechtfertigt:
- keine internen Freiheitsgrade (Spin, angeregter Zustand, …)
- unterscheidbare Teilchen (Symmetrie der Wellenfunktion für Bosonen bzw. Fermionen wird hier nicht berücksichtigt), d. h. keine ununterscheidbare Teilchen
- keine Mehrfachstreuung.

Ähnlich wie in der klassischen Mechanik kann das Zweiteilchenproblem zunächst auf ein äquivalentes Einteilchenproblem reduziert werden, bei dem ein einzelnes Quantenobjekt auf ein im Ursprung ruhendes Kraftzentrum zuläuft. Ausgangspunkt der Streutheorie ist die Beschreibung der Wechselwirkung durch ein Potential {\displaystyle V({\vec {x}})} und den davon abgeleiteten Hamiltonoperator:
{\displaystyle H={\frac {p^{2}}{2m}}+V({\vec {x}})}
Die Wellenfunktion des einlaufenden Teilchens wird zu Beginn des Streuprozesses {\displaystyle (t=t_{0})} durch ein Wellenpaket beschrieben:
{\displaystyle \psi _{0}({\vec {x}},t_{0})=\int _{\mathbb {R} ^{3}}{\frac {\mathrm {d} ^{3}{\vec {k}}}{(2\pi )^{3}}}a_{\vec {k}}e^{\mathrm {i} {\vec {k}}\cdot {\vec {x}}}}
Diese Fourierdarstellung des Teilchens durch ebene Wellen kann auch über die stationären Zustände (die Eigenzustände des Hamiltonoperators) erfolgen:
{\displaystyle H\psi _{\vec {k}}=E_{k}\psi _{\vec {k}},}
wobei die Eigenwerte mit dem Wellenvektor {\displaystyle {\vec {k}}} zusammenhängen über
{\displaystyle E_{k}={\frac {\hbar ^{2}k^{2}}{2m}}\geq 0}
Diese Zustände werden als Streuzustände bezeichnet, da ein Zustand mit positiver Energie ungebunden ist und auch außerhalb der Reichweite des Potentials eine endliche Aufenthaltswahrscheinlichkeit besitzt. Ein einzelner Streuzustand entspricht physikalisch zunächst einer wenig plausiblen Situation, da die Wahrscheinlichkeitsstromdichte
{\displaystyle {\vec {j}}={\frac {\hbar }{2mi}}\left(\psi ^{*}{\vec {\nabla }}\psi -\psi {\vec {\nabla }}\psi ^{*}\right)}
verschwindet, also stets die gleiche Menge des Teilchens auf das Streuzentrum zu- wie abfließt. Das ist aber notwendig, da ein stationärer Zustand einer stehenden Welle analog ist, wie man sie z. B. aus der Akustik kennt. Erst durch Überlagerung gelangt man zu der anschaulichen Situation eines zunächst einlaufenden und danach gestreuten Wellenpaketes. Die stationäre Schrödinger-Gleichung führt auf die Helmholtz-Gleichung und deren inhomogene Lösung auf eine implizite Integralgleichung, die auf die asymptotische Form der Streuzustände führt:
{\displaystyle \lim _{r\to \infty }\psi _{\vec {k}}({\vec {x}})=e^{\mathrm {i} {\vec {k}}\cdot {\vec {x}}}+f_{\vec {k}}(\theta ,\phi ){\frac {e^{\mathrm {i} kr}}{r}}}
Dieses asymptotische Verhalten, dass sich in großer Entfernung vom Streuzentrum die Wellenfunktion aus einer ungestört durchlaufenden ebenen Welle und einer auslaufenden Kugelwelle zusammensetzt, bezeichnet man auch als Sommerfeldsche Randbedingung. Die physikalische Information über das Streupotential liegt in der Streuamplitude {\displaystyle f_{\vec {k}}(\theta ,\phi ),} genauer in ihrem Betrag, dem durch Streuexperimente zugängigen differentiellen Wirkungsquerschnitt
{\displaystyle {\frac {\mathrm {d} \sigma }{\mathrm {d} \Omega }}=\left|f_{\vec {k}}(\theta ,\phi )\right|^{2}.}
Er gibt das Verhältnis zwischen den in einen Raumwinkel gestreuten auslaufenden Teilchen pro Zeit und der Stromdichte der einlaufenden Teilchen an. Für die Berechnung des vollen Wirkungsquerschnitts daraus siehe Wirkungsquerschnitt.
Im Falle eines Zentralpotentials ist der Drehimpuls eine Erhaltungsgröße, und man entwickelt die Wellenfunktion nach simultanen Eigenzuständen von {\displaystyle H,\,L^{2}} und {\displaystyle L_{z}.} Die Streuzustände heißen dann Partialwellen und lassen sich, wie auch die nun nur noch vom Winkel {\displaystyle \theta } abhängige Streuamplitude und der Streuquerschnitt, nach Legendre-Polynomen entwickeln, was man auch als Partialwellenentwicklung bezeichnet. Eine andere Methode zur Berechnung der Streuamplitude ist die Bornsche Näherung.

## Streuproblem in der Quantenmechanik

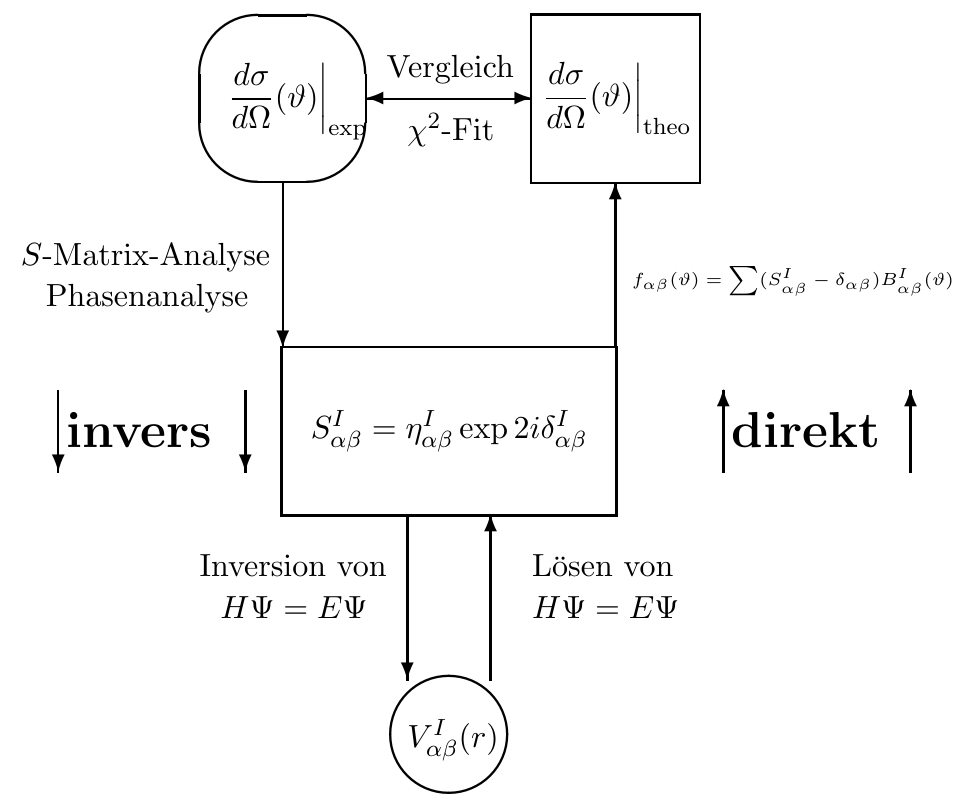
Schematische Darstellung der beiden Ansätze zur Lösung des quantenmechanischen Streuproblems.

Das Streuproblem in der Quantenmechanik besteht in der Suche nach der Wechselwirkung, die einem Streuprozess zweier quantenmechanischer Teilchen, eines Projektils und eines Targets, zugrunde liegt.
Wie in der klassischen Mechanik kann auch das quantenmechanische Streuproblem einer Masse {\displaystyle m_{1}}an einer Masse {\displaystyle m_{2}} auf die Streuung eines fiktiven Teilchens mit der reduzierten Masse {\displaystyle \mu ={m_{1}m_{2} \over m_{1}+m_{2}}} in einem Potenzialfeld {\displaystyle V({\vec {r}})}zurückgeführt werden.
Bei der sogenannten elastischen Streuung ändern sich die intrinsischen Quantenzahlen von Projektil und Target nicht. Bei der unelastischen Streuung treten beispielsweise die intrinsischen Drehimpulse der Teilchen mit dem Bahndrehimpuls der Relativbewegung in Wechselwirkung. Dabei können verschiedene innere Zustände der Teilchen angeregt werden. Zum Beispiel können Projektil, Target oder beide in Rotation versetzt werden oder Vibrationsschwingungen ausführen. Bei der unelastischen Streuung kann es auch zum Teilchenaustausch zwischen Projektil und Target kommen, was als Transferreaktion bezeichnet wird.
Die einzelnen Reaktionen verlaufen über einen sogenannten Streukanal. Ein Kanal ist durch die Angabe aller relevanter Quantenzahlen festgelegt, welche die entsprechende Reaktion beschreiben. Dazu gehören die Ladungs- und Massenzahlen der streuenden Teilchen, ihre Drehimpulse und deren Kopplung, die Wellenzahl sowie die Energie der Relativbewegung.
Als Eingangskanal wird der Kanal bezeichnet, dessen Quantenzahlen den Zustand der Teilchen zu Beginn der Streuung kennzeichnen. Die Quantenzahlen des Ausgangskanals beschreiben den Zustand nach der Streuung. Elastische Streuung liegt also vor, wenn der Eingangskanal mit dem Ausgangskanal identisch ist.
Ein Kanal heißt offen wenn die kinetische Energie der Relativbewegung größer ist als die Anregungsenergie des Kanals (und er außerdem der Drehimpuls- und Impulserhaltung gehorcht). Dann ist die Wellenzahl reell. Ist die Anregungsenergie eines Zustandes größer als die kinetische Energie der Relativbewegung, wird die Kanalenergie negativ. Kanäle mit negativer Energie heißen geschlossen (wie allgemein alle Kanäle, die nicht offen sind) und ihre Kanalwellenzahlen sind rein imaginär. Nur der offene Kanal ist energetisch bei der Streuung zugänglich.
Im Experiment ist der differentielle Wirkungsquerschnitt messbar. Das Streuproblem in der Quantenmechanik besteht darin, ein Potential {\displaystyle V({\vec {r}})} zu finden, das den gemessenen Wirkungsquerschnitt erklären oder sogar Ergebnisse anderer Experimente vorhersagen kann.
Dabei können zwei grundsätzlich unterschiedliche Vorgehensweisen unterschieden werden, nämlich die Lösung des direkten und die Lösung des inversen Streuproblems.
Bei der Lösung des direkten Streuproblems wird aus einem angenommenen Potential (z. B. Woods-Saxon-Potential) die S-Matrix und aus dieser ein theoretischer Wirkungsquerschnitt berechnet. Die Parameter des Potentials werden an den experimentellen Wirkungsquerschnitt gefittet. Das ist die typische Anwendung bei Streuexperimenten. Der einfachste Fall ist oben behandelt.
Wird aus dem experimentellen Wirkungsquerschnitt die S-Matrix und aus dieser das Potential berechnet, so wird das inverse Streuproblem gelöst.

### Skripte
- Jan Plefka: Fortgeschrittene Quantentheorie. 2014 (hu-berlin.de [PDF]).
- Hendrik van Hees: Streutheorie. 1997 (uni-frankfurt.de [PDF]).

### Moderne Werke
- Jörn Bleck-Neuhaus: Stoßprozesse quantenmechanisch. In: Elementare Teilchen (= Springer-Lehrbuch). Springer Berlin Heidelberg, Berlin, Heidelberg 2013, ISBN 978-3-642-32578-6, S. 119–154, doi:10.1007/978-3-642-32579-3_5.
- Peter Bongaarts: Scattering Theory. In: Quantum Theory. Springer International Publishing, Cham 2015, ISBN 978-3-319-09560-8, S. 217–233, doi:10.1007/978-3-319-09561-5_14 (englisch).
- Reiner M. Dreizler, Tom Kirchner, Cora S. Lüdde: Streutheorie in der nichtrelativistischen Quantenmechanik: Eine Einführung. Springer Berlin Heidelberg, Berlin, Heidelberg 2018, ISBN 978-3-662-57896-4, doi:10.1007/978-3-662-57897-1.
- Bogdan Povh, Klaus Rith, Christoph Scholz, Frank Zetsche, Werner Rodejohann: Streuung. In: Teilchen und Kerne (= Springer-Lehrbuch). Springer Berlin Heidelberg, Berlin, Heidelberg 2014, ISBN 978-3-642-37821-8, S. 43–55, doi:10.1007/978-3-642-37822-5_4.
- Bogdan Povh, Mitja Rosina: Streuung und Strukturen – Ein Streifzug durch die Quantenphänomene. SpringerSpectrum, Berlin, ISBN 978-3-642-55962-4.

### Klassiker und ältere Werke
- Werner O. Amrein, Josef M. Jauch, Kalyan B. Sinha: Scattering Theory in Quantum Mechanics (= David Pines [Hrsg.]: Lecture notes and supplements in physics. Band 16). W. A. Benjamin, Reading, Mass 1977, ISBN 978-0-8053-0202-8 (englisch, archive.org).
- Aleksandr S. Dawydow: Theorie des Atomkerns (= Otto Lucke, Robert Rompe [Hrsg.]: Hochschulbücher für Physik. Band 35). 1.  Auflage. Dt. Verl. d. Wiss., Berlin 1963 (uni-leipzig.de).
- J. E. G. Farina: Quantum Theory of Scattering Processes. Hrsg.: R. McWeeny (= The International Encyclopedia of Physical and Chemical Physics (Topic 2. Classical and Quantum Mechanics). Band 4). Pergamon Press, 1973 (englisch, archive.org).
- John R. Taylor: Scattering Theory: The Quantum Theory of Nonrelativistic Collisions. Reprint Auflage. Robert E. Krieger Pubublishing Company, Malabar, FL 1983 (englisch, archive.org).
- Marvin L. Goldberger, Kenneth M. Watson: Collision Theory. Dover Publications, Mineola, NY 2004, ISBN 978-0-486-43507-7 (englisch, google.de – Originaltitel: Collision Theory. 1975.).
- Charles J. Joachain: Quantum Collision Theory. North-Holland Publishing Company, 1975, ISBN 0-7204-0294-8 (englisch, archive.org).
- N. F. Mott, H. S. W. Massey: The Theory Of Atomic Collisions (= The International Series of Monographs on Physics). 2. Auflage. Calrendon Press (OUP), Oxford 1949 (englisch, archive.org).
- Roger G. Newton: Scattering Theory of Waves and Particles. Springer Berlin Heidelberg, Berlin, Heidelberg 1982, ISBN 978-3-642-88130-5, doi:10.1007/978-3-642-88128-2 (englisch).

- John M. Blatt, Victor F. Weisskopf: Formal Theory of Nuclear Reactions. In: Theoretical Nuclear Physics. Springer New York, New York, NY 1979, ISBN 978-1-4612-9961-5, S. 517–564, doi:10.1007/978-1-4612-9959-2_10 (englisch).